# Dubrauka (rejon mohylewski)
Dubrauka (biał. Дубраўка; ros. Дубровка) – wieś na Białorusi, w obwodzie mohylewskim, w rejonie mohylewskim, w sielsowiecie Zawadskaja Słabada.